# Ilybius fraterculus
Ilybius fraterculus är en skalbaggsart som beskrevs av Leconte 1862. Ilybius fraterculus ingår i släktet Ilybius och familjen dykare. Inga underarter finns listade i Catalogue of Life.